# Thomomys bulbivorus
Thomomys bulbivorus és una espècie de mamífer rosegador de la família dels geòmids. És endèmic d'Oregon (Estats Units). Es tracta d'una espècie excavadora que s'alimenta principalment de plantes subterrànies El seu hàbitat natural són les comunitats serials primerenques, tot i que també se'l troba en zones cultivades de característiques similars. És una espècie en risc mínim, és a dir, no sembla que hi hagi cap amenaça significativa per a la seva supervivència.